# Ministerio del Interior (Paraguay)
El Ministerio del Interior es un organismo del estado paraguayo, dependiente del Poder Ejecutivo de la nación. Tiene a su cargo las áreas de Seguridad, Asuntos Políticos, Población y Migraciones. Actualmente el ministro es Enrique Riera, quien fue nombrado por el presidente Santiago Peña en 2023.

## Funciones
La ley le otorga las funciones de:

a) Estudiar, proponer y, una vez aprobadas, poner en ejecución las políticas públicas en materia de Seguridad, Asuntos Políticos, Población y Migraciones, en coordinación con los organismos competentes, de conformidad con los Artículos 6°, 9°, 41, 117, 176 y 177 de la Constitución Nacional;

b) Ejercer la conducción política del esfuerzo nacional de policía y coordinar el accionar de los organismos y fuerzas entre sí, dentro de los alcances de la Ley Nº 1337/99“De Defensa Nacional y de Seguridad Interna”;'
c) Promover y coordinar la participación de las diferentes instituciones y organismos que conforman el Sistema Nacional de Emergencias 911;
d) Coordinar las acciones de los distintos organismos encargados de la inteligencia policial, con la Secretaría Nacional de Inteligencia (SNI) y formar parte del Consejo Nacional de Inteligencia, dentro del marco establecido por la Constitución Nacional y las leyes;
e) Atender y considerar el ordenamiento territorial de conformidad a las disposiciones legales vigentes y a los planes del Gobierno Nacional;
f) Proponer y colaborar en la definición física y técnica de los territorios administrativos del país, tales como los departamentos y los municipios;
g) Coordinar las acciones de los Gobiernos Departamentales y Municipales con las del Poder Ejecutivo en lo que se refiere al ejercicio de la misión institucional;
h) Garantizar la gobernabilidad democrática a través del fortalecimiento de la calidad y capacidad de gestión de los Municipios, y la intervención ante situaciones de conflicto, denuncias o irregularidades;
i) Asegurar la identificación y documentación de la totalidad de los habitantes de la República dele inclusive de los paraguayos residentes en el exterior;
j) Servir de nexo entre las entidades autónomas y descentralizadas que se vinculan con el Poder Ejecutivo a través del Ministerio del Interior, en lo que se refiere al ejercicio de la misión institucional;
k) Monitorear el crecimiento institucional de la Policía Nacional en materia de inversiones;
l) Monitorear a la Policía Nacional en lo que respecta a su funcionamiento, así como la implementación de sus planes; 
m) Participar junto a las instancias policiales en la planificación y coordinación de aquellos operativos que por razones de índole política, trascendencia o nivel de riesgo; requieran especial atención por parte del Ministerio del Interior;
n) Ejercer el control de la gestión y administración de la Policía Nacional y el desempeño de sus miembros;
o) Analizar las necesidades de la Policía Nacional en términos de inversiones, bienes y servicios, compatibilizar las demandas con la disponibilidad presupuestaria y asesorar a la Policía Nacional en la elaboración de sus programas de acción e inversión;
p) Evaluar los resultados de las estadísticas sobre seguridad y convivencia ciudadana, su evolución y proyecciones, y realizar análisis más detallados de entenderlo necesario;
q) Evaluar situaciones conflictivas de carácter social y sugerir posibles cursos de acción;
r) Afianzar la relación entre la Sociedad Civil y el Gobierno Nacional en temas atinentes a la seguridad ciudadana y la gobernabilidad;
s) Desarrollar vínculos con organismos internacionales y otros países en relación a temas vinculados a seguridad ciudadana y gobernabilidad;
t) Participar y asumir compromisos ante instancias regionales e internacionales en temas vinculados a seguridad ciudadana y gobernabilidad;
u) Desarrollar una política de comunicación interna y externa, así como de rendición de cuentas, orientada a reforzar la gestión institucional en materia de seguridad ciudadana y gobernabilidad;
v) Proponer y desarrollar políticas institucionales orientadas a promover el respeto y la protección de los derechos humanos en el ámbito del Ministerio del Interior y la Policía Nacional;
w) Desarrollar estrategias orientadas a la transparencia y la anticorrupción a nivel del Ministerio del Interior y la Policía Nacional;
x) Preparar y proponer el anteproyecto de su presupuestoy, una vez aprobado, ejecutarlo de conformidad con las disposiciones legales pertinentes;
y) Acompañar el proceso de elaboración del anteproyecto de presupuesto anual de la Policía Nacional, de modo a ajustar a los lineamientos establecidos para el efecto;
z) Participar en las instancias establecidas por el ordenamiento legal vigente;
aa) Autoridad de aplicación de la Ley  5375/2014 “Que modifica varios artículos de la Ley n° 1.431/1999 "Que regula la organización de los cuerpos de Bomberos voluntarios del Paraguay" y de instancia obligatoria en las relaciones del Estado con los Cuerpos de Bomberos Voluntarios reconocidos; y

bb) Tener representación ante el Directorio de la Autoridad Reguladora Radiológica y Nuclear (ARRN).